# ايزومي هوشي
ايزومي هوشي (باليابانية: 星泉) هي لغوية يابانية، ولدت في 1967 في تشيبا في اليابان.